# Авіакатастрофа над Паломаресом
Авіакатастрофа над Паломаресом (Іспанія) сталася 17 січня 1966 р., коли американський стратегічний бомбардувальник B-52 з термоядерною зброєю на борту зіткнувся з танкером KC-135 під час дозаправки в польоті. Внаслідок катастрофи загинули 7 осіб і було втрачено 4 термоядерні бомби. Три з них були знайдені одразу, а четверта — лише після двомісячних пошуків.

## Катастрофа
17 січня 1966 р. бомбардувальник B-52G «Стратофортресс» (серійний номер 58-0256, 68-е бомбардувальне крило, командир корабля капітан Чарльз Вендорф) вилетів з авіабази Сеймур-Джонсон (США) на чергове патрулювання. На борту літака були 4 термоядерні бомби B28RI (потужністю 1,45 Мт). Літак мав здійснити дві дозаправки в повітрі над територією Іспанії. Під час виконання другої дозаправки близько 10:30 за місцевим часом на висоті 9500 м бомбардувальник зіткнувся з літаком-заправником KC-135A «Стратотанкер» (серійний номер 61-0273, 97-е бомбардувальне крило, командир корабля майор Еміль Чапла) в районі рибальського селища Паломарес, муніципалітет Куевас-дель-Альмансора. У катастрофі загинули всі 4 члени екіпажу танкера, а також 3 члени екіпажу бомбардувальника, іншим 4 вдалося катапультуватися.

## Пошук бомб

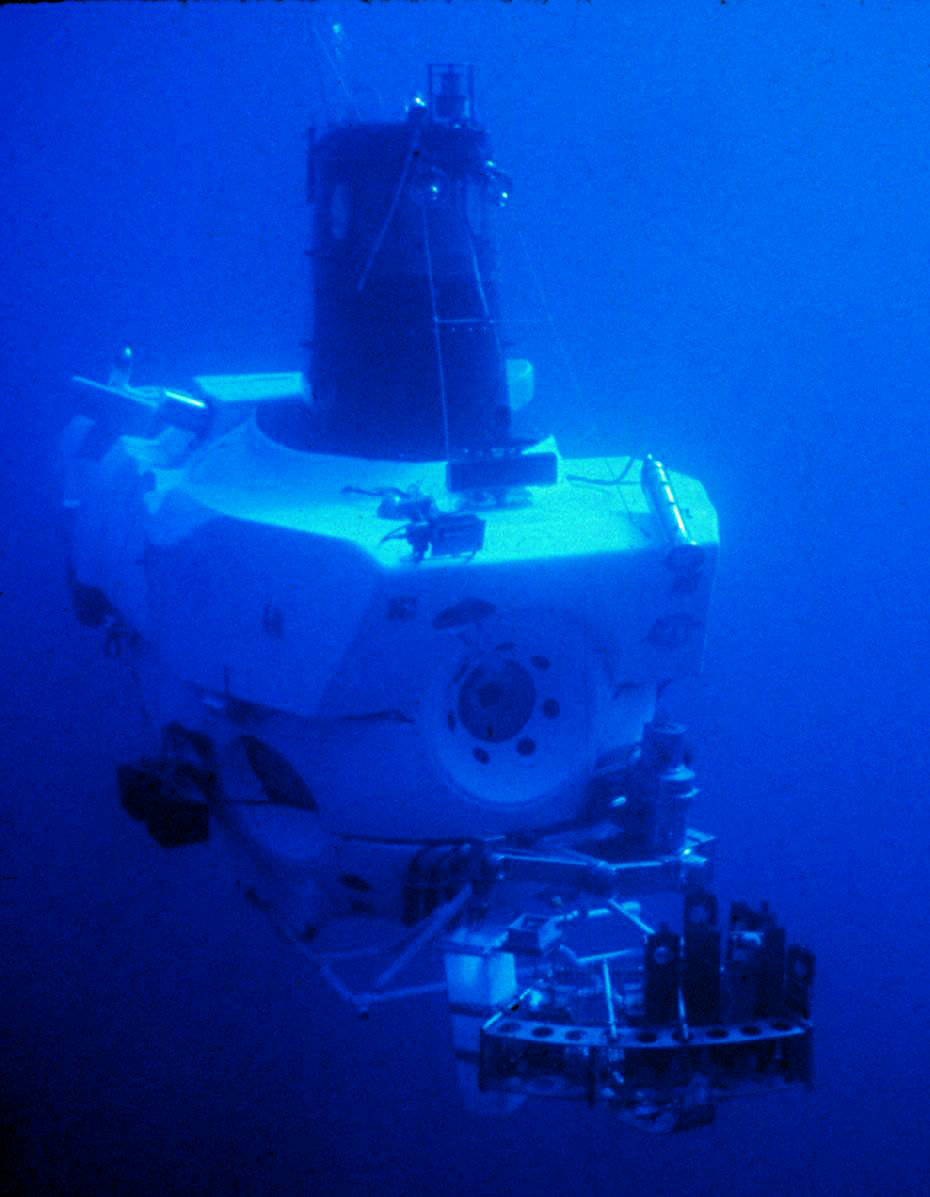
Пілотований підводний апарат Алвін

Пошук бомб, що впали, було розпочато відразу ж після катастрофи, у перші 24 години було знайдено три з них. Одна зі знайдених бомб була майже цілою, у двох інших відбулося часткове спрацьовування детонаторів, що призвело до радіоактивного зараження території площею 2 км². Четверта бомба, за свідченням місцевого рибалки, впала в Середземне море. У пошуковій операції брали участь два десятки кораблів ВМС США. Після двомісячних пошуків 15 березня бомбу виявив пілотований підводний апарат Алвін на глибині майже 800 м. Перша спроба дістати її виявилася невдалою. Лише 7 квітня бомба була піднята на поверхню, наступного дня її виставили на загальний огляд.

## Наслідки
Після авіакатастрофи над Паломаресом США заявили, що припиняють польоти над Іспанією бомбардувальників з ядерною зброєю на борту. Через кілька днів уряд Іспанії встановив формальну заборону на такі польоти.
США провели очищення зараженої території і задовольнили 536 заявок про компенсації, виплативши 711 тис. доларів. Ще 14,5 тис. доларів було виплачено рибалці, що спостерігав падіння бомби в море.

## Галерея

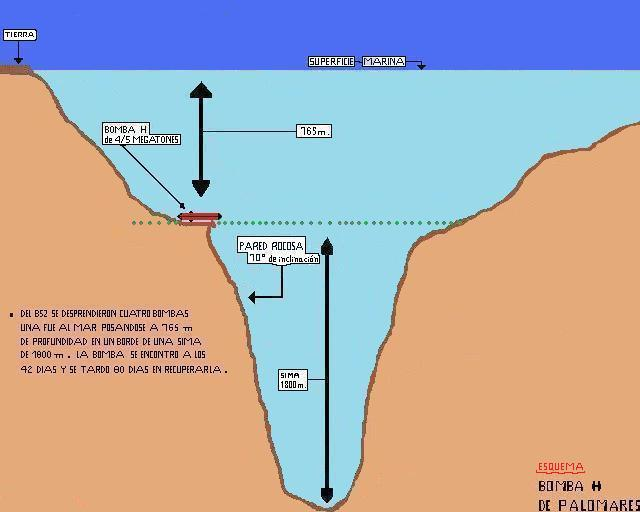
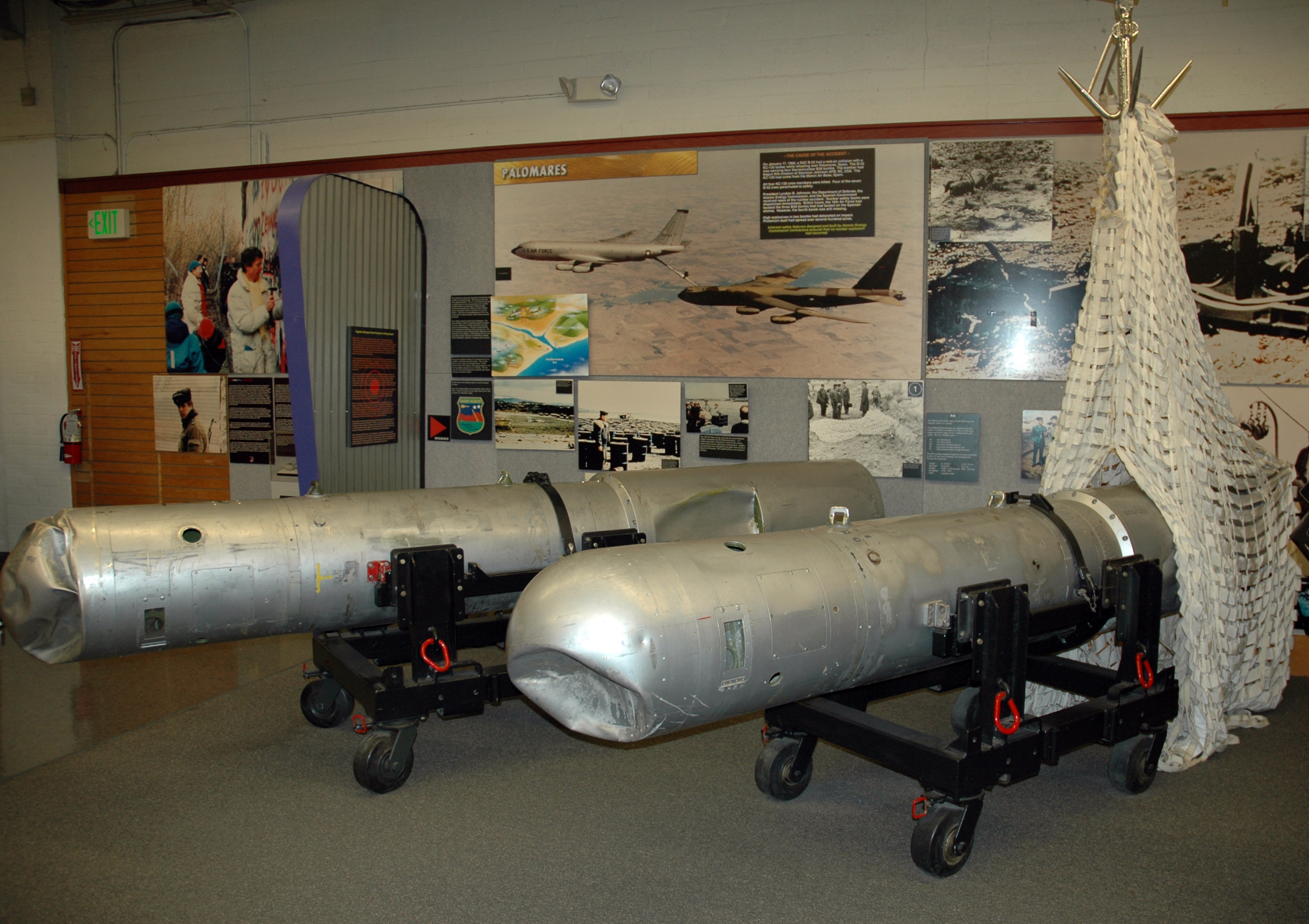
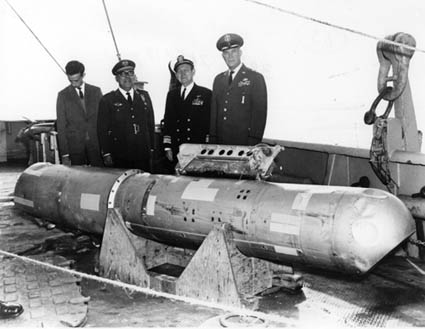
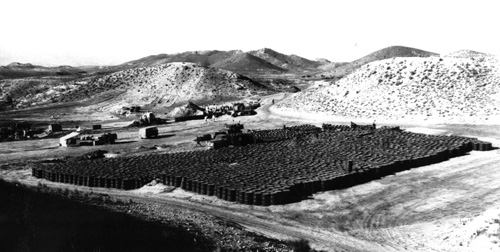